# The Buccaneer (1938)
The Buccaneer (bra Lafitte, o Corsário) é um filme estadunidense de 1938, dos gêneros aventura, guerra, drama e ficção histórica, dirigido e produzido por Cecil B. DeMille para a Paramount Pictures. O roteiro de Harold Lamb, Edwin Justus Mayer e C. Gardner Sullivan adaptou o livro Lafitte the Pirate de Lyle Saxon, que conta a histórica participação de Jean Lafitte na Batalha de Nova Orleans durante a Guerra de 1812. A trilha sonora é de George Antheil e a fotografia em preto e branco é de Victor Milner.
Em 1958, Cecil B. DeMille produziu uma refilmagem em Technicolor e VistaVision com o mesmo título. Devido a saúde debilitada ele deixou a direção para Anthony Quinn. Douglass Dumbrille aparece em ambas as produções.

## Elenco
- Fredric March...Jean Lafitte
- Franciska Gaal...Gretchen
- Akim Tamiroff...Dominique You
- Margot Grahame...Annette de Remy
- Walter Brennan...Ezra Peavey
- Hugh Sothern...General Andrew Jackson
- Anthony Quinn...Renato Beluche
- Beulah Bondi...Tante Charlotte
- Montagu Love...Almirante Cockburn
- Ian Keith...Senador Crawford
- Douglass Dumbrille...Governador William C.C. Claiborne
- Robert Barrat...Capitão Brown
- Gilbert Emery...Capitão Lockyer
- James Flavin...sargento britânico (não creditado)
- Charles Trowbridge...Daniel Carroll (não creditado)
- Lorna Gray (não creditada)
- Monte Montague ... Pirata (não creditado)
- Lane Chandler ... Pirata (não creditado)

## Sinopse
Durante a Guerra de 1812, os britânicos derrotam os americanos no norte e planejam invadir Nova Orleans para acabarem com o que restou do exército do país, comandado pelo General (e futuro presidente) Andrew Jackson. Eles buscam a ajuda do pirata Jean Lafitte que conhece a região e domina o contrabando no lugar que chama de Barataria na Luisiana. Mas Lafitte quer se casar com a aristocrata Annette de Remy e decide apoiar as tropas americanas sob a condição de ser perdoado pelos seus crimes. É traido e sua base em Barataria é bombardeada por navios de guerra americanos que ele pensava serem aliados e mesmo assim não responde ao fogo. Quando o General Andrew Jackson chega para a batalha decisiva em Nova Orleans, ele aceita o apoio de Lafitte e de seus homens sobreviventes. O pirata imagina que com isso conseguirá ser enfim perdoado pelos americanos e se casar com Annette.